# Schwedische Verfassung von 1772

König Gustav III. von Schweden. Gemälde von Lorenz Pasch d. J., 1777

Die Schwedische Verfassung von 1772 (schwedisch 1772 års regeringsform) war (mit ihren Änderungen) von 1772 bis 1809 das grundlegende staatsrechtliche Verfassungsdokument in Schweden. Sie war von 1772 bis 1919 auch in Finnland in Kraft. Die Verfassung von 1772 prägte die Phase des „aufgeklärten Despotismus“ in Schweden.

## Vorgeschichte
1771 bestieg Gustav III. nach dem Tod seines Vaters Adolf Friedrich am 12. Februar 1771 als schwedischer König den Thron. Sein politisches Ziel war es, die Macht des Monarchen zu stärken und Schweden nationaler und absolutistischer auszurichten. Gustav III. schwebte ein Schweden wie vor 1680 vor, als das Land eine Großmacht im Ostseeraum war.
In den ersten Monaten seiner Herrschaft machte Gustav III. der Nobilität glauben, dass er die weitgehenden politischen Vorrechte des Adels beibehalten und sogar stärken wolle. Noch am 5. März 1772 unterschrieb er die „Versicherungsakte“, die die königliche Gewalt noch weiter einschränkte. Allerdings holte er nach seiner Krönung am 29. Mai 1772 mit Hilfe von Militär und Volk bald zum Gegenschlag gegen den Adel aus. Am 19. August 1772 putschte er mit Hilfe der Offiziere und mit Unterstützung des Bürgertums in Stockholm und riss die alleinige Macht an sich.

## Verfassung
Wenige Tage später legte Gustav III. eine neue Verfassung vor. Sie wurde von den vier Ständen Schwedens (Ritterschaft, Geistlichkeit, Bürger und Bauern) und vom Reichsrat gezwungenermaßen am 21. August 1772 angenommen. Mit ihr wurde der kommende aufgeklärte Absolutismus in Schweden in eine staatsrechtliche Form gegossen.
Die Verfassung von 1772 beendete die sogenannte Freiheitszeit (frihetstid) in Schweden, für die ein ständischer Parlamentarismus ab 1719 prägend gewesen war und dem Adel weitgehende Vorrechte gebracht hatte. Mit der neuen, autoritären Verfassung von 1772 sicherte sich der König einen erheblich größeren Einfluss auf die Geschicke des Landes. Verlierer waren der Reichsrat (Riksrådet) als exekutives Organ und der Reichstag als parlamentarische Vertretung der Stände. Die Verwaltung, die staatliche Wirtschaft und die Gerichte wurden vollständig der Exekutive unterstellt. Den Missbrauch der Bürokratie durch die Interessen des Adels während der Freiheitszeit sah Gustav III. als eines der Grundübel des schwedischen Staates an. Der Schwerpunkt der Gesetzgebung verblieb allerdings beim Reichstag.

## Wichtigste Bestimmungen

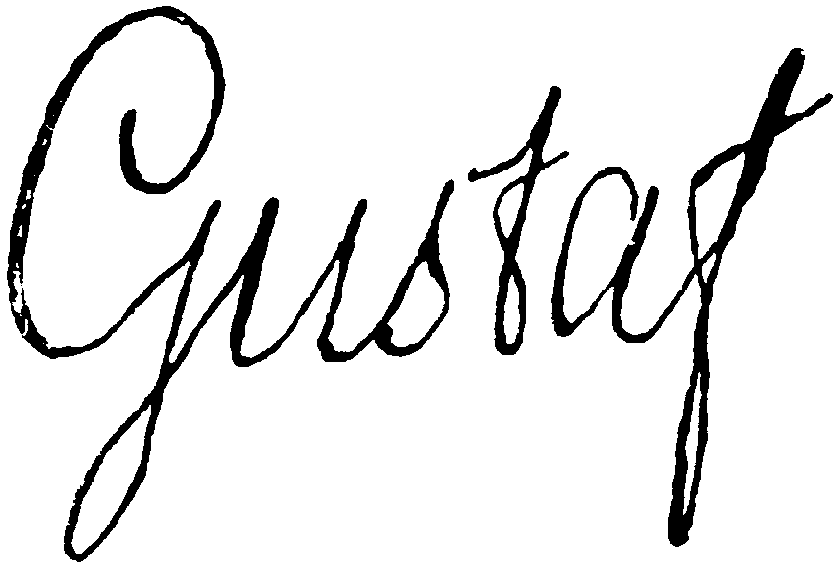
Unterschrift Gustavs III. von Schweden

Die wichtigsten Bestimmungen der 57 Artikel in der schwedischen Verfassung von 1772 waren:
- Die Religion der schwedischen Könige, Beamten und Untertanen ist der evangelisch-lutherische Glaube (§ 1).
- Das Recht auf Leben, Ehre und Eigentum der Bürger wird gewährleistet (§ 2).
- Die Thronfolgeregelungen werden gemäß den rechtlichen Grundsätzen von 1743, 1604 und 1544 bestätigt (§ 3).
- Die Zahl der Mitglieder im Reichsrat wird auf 17 festgesetzt. Der Reichsrat besitzt gemäß den Beschlüssen des Reichstags von 1604 nur noch die Funktion, den König zu beraten. Ihm werden die weitgehenden exekutiven Befugnisse genommen (§ 4).
- Der König ist Staatsoberhaupt und wird nur durch die Verfassung und die Landesgesetze eingeschränkt (§ 5).
- Er verfügt im Eilfall über das Recht, Krieg zu erklären, Frieden zu schließen oder Bündnisse einzugehen, es sei denn, der Reichsrat fasst im Einzelfall einstimmig einen anderen Beschluss (§ 6). Das reguläre Recht, einen Krieg zu erklären, bedarf allerdings der Zustimmung der Stände (§ 48).
- Die Aufgabengebiete der Mitglieder des Reichsrats werden durch den König festgelegt. Kommt es zwischen König und Reichsrat zu einem Dissens, entscheidet der König (votum decisivum) (§ 8).
- Dem König allein steht das Gnadenrecht zu (§ 9).
- Der König ernennt die hohen Staatsbeamten nach Konsultation mit dem Reichsrat. Bei niederen Staatsbeamten und Bischöfen wählt er aus einer Vorschlagsliste von drei Personen, die durch die zuständigen Organe zusammengestellt wird. Kein Ausländer wird mehr zum Staatsdienst in Schweden zugelassen (§ 10).
- Allein der König kann Personen in den Ritterschafts- oder Adelsstand erheben (§ 11).
- Das Hofgericht (hofrätt) wird als höchstes Gerichtsorgan unter Aufsicht des Königs bestätigt. Die Befugnisse werden erweitert (§ 15).
- Alle außerordentlichen Gerichte werden abgeschafft (§ 16).
- Alle schwedischen Streitkräfte müssen einen Treueid auf den König ablegen (§ 18). Die oberste Befehlsgewalt über die Streitkräfte kommt dem König zu (§ 19).
- Der König hat das Recht, die Bediensteten der Staatskanzlei (rikskansliet) zu ernennen, einschließlich der schwedischen Botschafter an ausländischen Höfen. Die Grundstruktur des Beamtenapparats wird durch die Verfassung festgelegt (§§ 20–32). Prinzen und Fürsten bedürfen zur Eingehung einer Ehe der Zustimmung des Königs (§ 36).
- Bei Krankheit oder längerem Auslandsaufenthalt des Königs führt ein vom König bestimmtes Mitglied des Reichsrats kommissarisch dessen Geschäfte (§ 37).
- Die Stände dürfen nur auf Einladung des Königs zusammentreten (§ 38). Ihre Zusammenkunft darf in keinem Fall länger als drei Monate dauern (§ 46). Sie sind dem König zu Loyalität verpflichtet (§ 39).
- Der König bedarf für Gesetzesänderungen der Zustimmung der Stände (§ 40). Diese können allerdings kein neues Gesetz ohne die Zustimmung des Königs verabschieden (§ 41). Die Steuerhoheit verbleibt bei den Ständen (§ 45).
- Die deutschen Provinzen Schwedens unterstehen allein dem König (§ 53).

## Vereinigungs- und Sicherheitsbrief von 1789
Die Machtfülle des Königs wurde 1789 nochmals vergrößert. Mit dem Vereinigungs- und Sicherheitsbrief (förenings- och säkerhetsakten) erhielt Gustav III. praktisch eine absolutistische Stellung. In dessen Folge wurde der Reichsrat vollständig abgeschafft. Dem Reichstag wurde das Recht zu Gesetzesinitiativen genommen. Er behielt allerdings seinen Einfluss in Steuerfragen. Neu gegründet wurde am 19. Mai 1789 der Oberste Gerichtshof (Högsta Domstolen), dessen Befugnisse früher der Reichsrat ausgeübt hatte. Damit wurde im Sinne der Gewaltenteilung die Judikative von der Exekutive getrennt.

## Verfassung in der Praxis
Gustav III. zeigte sich in seiner Regierungspraxis als aufgeklärter Monarch. 1772 schaffte er die Folter ab. 1774 wurde die Pressefreiheit in Schweden durch königliche Verordnung (mit Einschränkungen) wieder garantiert, allerdings nicht mit Verfassungsrang. Das Gesundheitssystem sowie Heer und Marine wurden modernisiert, die Strafgesetze gemildert und 1777 eine weitgehend gelungene Währungsreform (myntrealisation) durchgeführt. Kultur und Wissenschaft blühten in Schweden nachhaltig auf. Gustav III. kam es auf ein gutes Verhältnis zwischen dem Monarchen und dem Volk an. Das Verhältnis zu den Mächtigen des Reiches blieb allerdings gestört. Auch traf Gustav III. bei der Bevölkerung unpopuläre Maßnahmen wie die Monopolisierung der Spirituosenherstellung und eine abenteuerliche Außen- und Kriegspolitik.
Der schwedische Adel war besonders mit der Verfassungsänderung von 1789, die ohne seine Zustimmung erlassen worden war, unzufrieden. Dies verschärfte die Spannungen zwischen König Gustav III. und dem Adelsstand. Der König selbst wurde schließlich im März 1792 in der Königlichen Oper von Stockholm (damals Kungliga stora teatern) als Folge einer Adelsverschwörung ermordet. Unter seinem schwachen Nachfolger Gustav IV. Adolf und im Zuge der inneren Uneinigkeit Schwedens während der Napoleonischen Kriege desavouierte sich das ganz auf den König zugeschnittene politische System der Verfassung von 1772/1789 zusehends. Sie war daher auch ein Grund für den Zusammenbruch der politischen Ordnung 1809.

## Ende der Verfassung
Nach dem für Schweden katastrophalen Krieg gegen Russland sah 1809 der schwedische Adel seine Stunde gekommen, die Macht des Königs wieder einzuschränken. König Gustav IV. Adolf wurde zur Abdankung zu Gunsten seines kinderlosen Onkels Karl XIII. gezwungen, der eine Marionette des Reichstags blieb. Die Verfassung von 1772 wurde durch die neue Verfassung (regeringsform) vom 6. Juni 1809 abgelöst, die Exekutive und Legislative wieder stark voneinander trennte. Sie blieb in Schweden mit Änderungen bis 1974 in Kraft.

## Finnland
1809 wurde Finnland als Folge der Niederlage Schwedens im russisch-schwedischen Krieg (1808/09) von Schweden abgetrennt. Die Regierung in Stockholm musste Finnland nach den Bestimmungen des Vertrags von Fredrikshamn an Russland abtreten. Im Großfürstentum Finnland blieben die wesentlichen Bestimmungen der schwedischen Verfassung von 1772/1789 allerdings weiterhin in Kraft. Die staatsrechtliche Stellung des schwedischen Königs ging auf den russischen Zaren über. Die Bestimmungen wurden in Finnland erst am 17. Juli 1919 de jure vollständig aufgehoben und durch eine moderne finnische Verfassung ersetzt.